# Dinastia Ptolemeică
Dinastia Ptolemeică este o dinastie care a condus Egiptul între 305 - 30 î.Hr.. A fost întemeiată de Ptolemeu I Soter, general al lui Alexandru Macedon (Diadoh), care a primit Egiptul în urma unui compromis între generalii și satrapii din Imperiul lui Alexandru Macedon, compromis realizat după moartea acestuia în capitala Babilon în 323 î.Hr..
Deși Ptolemeu I a fost un om politic și un militar priceput, care a încercat să nu neglijeze fondul etnic majoritar egiptean, urmașii săi nu s-au ridicat la anvergura sa, poate cu excepția notabilă a ultimei suverane, Cleopatra a VII-a. Odată cu moartea ei și cucerirea Egiptului de către armata romană, se încheie și perioada Egiptului ptolemeic. De la ambițiile de mare putere în regiune, Egiptul este redus la condiția de provincie a Imperiului Roman.